# André Gaspard
André Gaspard, né le 17 février 1925 à Perpignan et mort le 21 juin 1999 à Monaco, est un homme politique français.

## Détail des fonctions et des mandats
Mandat parlementaire
- 20 janvier 1998 - 30 septembre 1998 : Sénateur des Français établis hors de France